# ФК Спорт анд Лежър Суифтс
ФК „Спорт анд Лежър Суифтс“ (на английски: Sport & Leisure Swifts F.C.) е североирландски футболен отбор. Основан е през 1978 г.
Играе през сезон 2010 г. в 3-тия футболен ешелон на Северна Ирландия. Интересното е, че клубът произлиза от град Белфаст.

## Стадион
Домакинските мачове играе на стадион Инвър Парк в намиращия се на 22 km от Белфаст град Ларн.

## Успехи
- Промоция в ИФА футбол лийг: 1990